# Dothidea genistae
Dothidea genistae är en svampart som beskrevs av G. Winter ex Massee 1911. Dothidea genistae ingår i släktet Dothidea och familjen Dothideaceae.   Inga underarter finns listade i Catalogue of Life.